# Willinkapis chalybaea
Willinkapis chalybaea là một loài ong trong họ Colletidae. Loài này được Friese miêu tả khoa học đầu tiên năm 1906.